# دوروتی هولمن
 دوروتی هولمن (انگلیسی: Dorothy Holman؛ زاده ۱۸ ژوئیهٔ ۱۸۸۳ درگذشته ۸ آوریل ۱۹۶۸) یک تنیس‌باز اهل بریتانیا بود.